# Península de Cap Verd
|  | No s'ha de confondre amb Cap Verd. |

La península de Cap Verd està situada al Senegal i és la part més occidental del continent africà.
Rep el nom del promontori rocallós que forma el cap Verd i que s'estén des de les zones sorrenques del Senegal. La seva configuració converteix la zona en un excel·lent port natural, situat al davant de l'illa de Gorée.
La capital del país, Dakar, es troba a l'extrem d'aquesta península.
Els habitants indígenes de la península, els Lebou, hi vivien com a pescadors i agricultors. Des que els portuguesos van arribar a la zona el 1444 ha estat un punt central d'intercanvi del comerç entre Àfrica i Europa. Els francesos es van establir a la ciutat de Dakar el 1857.
Cal no confondre aquest indret amb d'altres que reben el seu nom per proximitat, com són, la República de Cap Verd, formada per les Illes de Cap Verd, situades a uns 560 km a l'oest.